# Zum Sünfzen

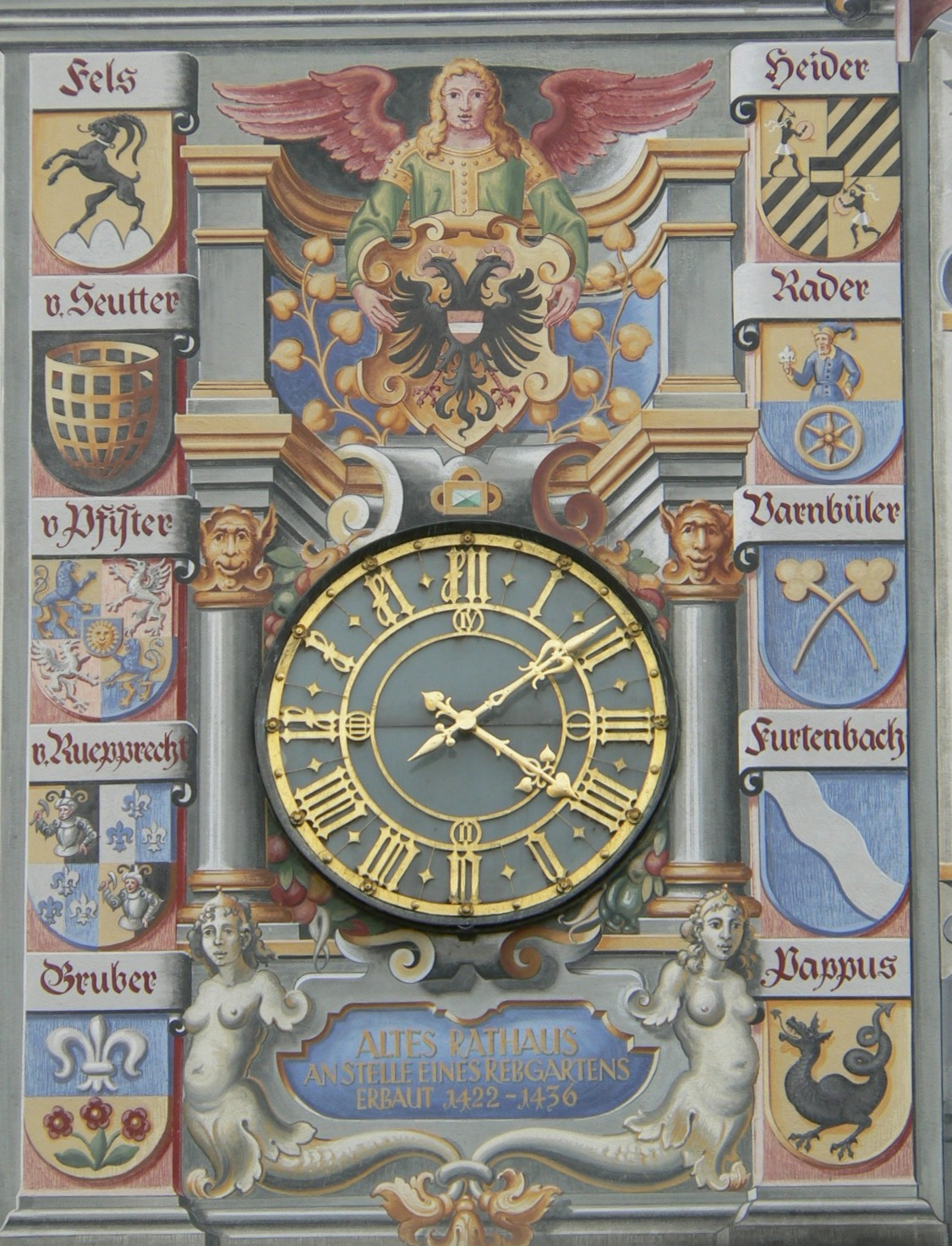
Fassade am Alten Rathaus in Lindau – mit den Wappen der Patrizier-Familien

Die Gesellschaft Zum Sünfzen war eine Patriziergesellschaft in Lindau, die erstmals 1358 urkundlich erwähnt wurde. Wie andere Patriziergesellschaften auch diente sie nur vordergründig der Geselligkeit, während die eigentliche Intention war, politischen und wirtschaftlichen Einfluss auszubauen und zu festigen. Die älteste erhaltene Satzung stammt von 1430.
Wie die räumliche Nachbarschaft im Bodenseegebiet nahelegt, gab es Querverbindungen zu anderen lokalen Patriziergesellschaften, namentlich zu Zum Esel in Ravensburg, zu Zur Katz in Konstanz und zu Zum goldenen Löwen in Memmingen. Nicht ohne Grund lässt sich heute noch feststellen, dass die Satzungen der Gesellschaften in Ravensburg, Memmingen, Lindau und Konstanz streckenweise wortgleich sind.

## Politische Bedeutung

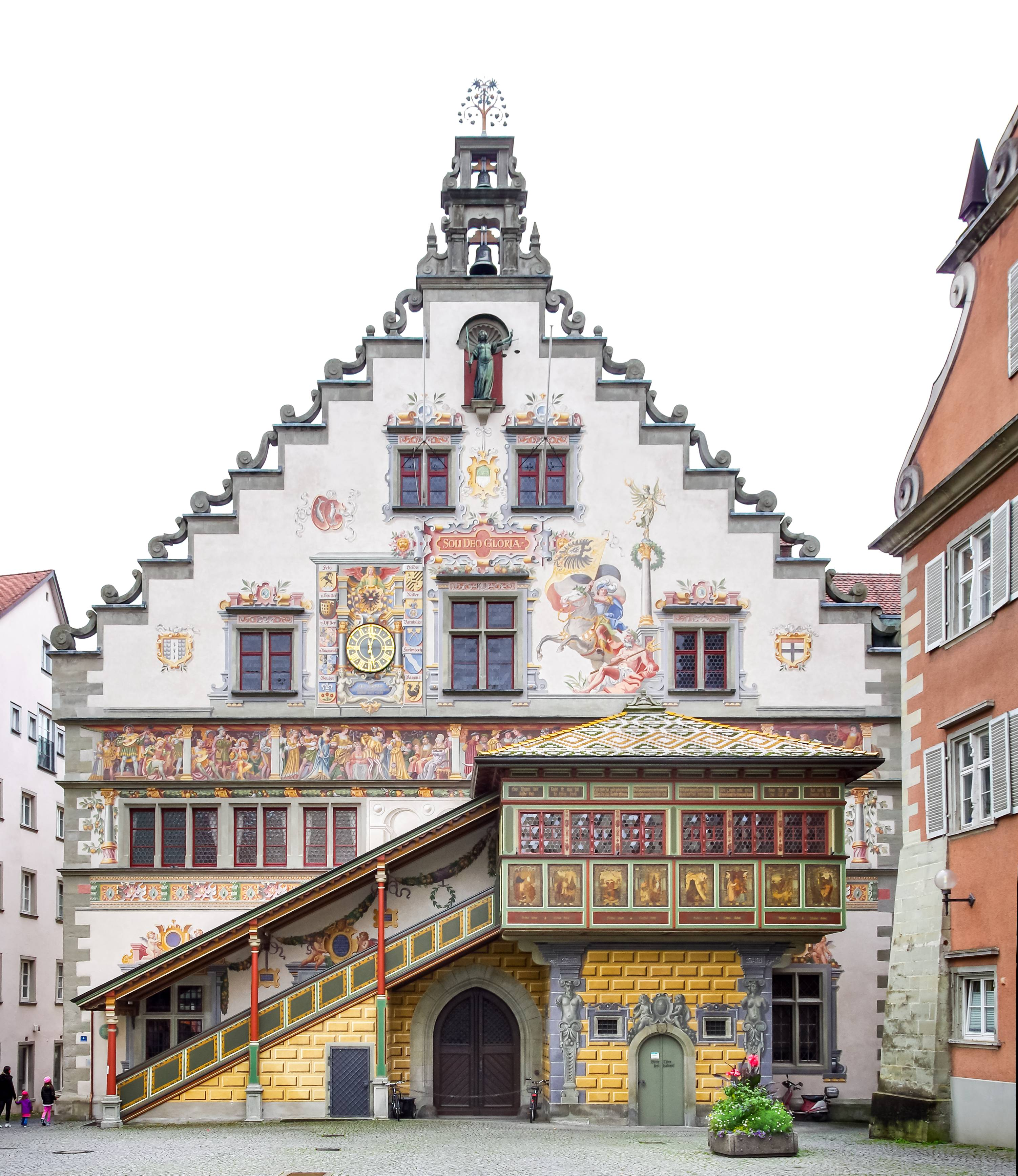
Altes Rathaus in Lindau

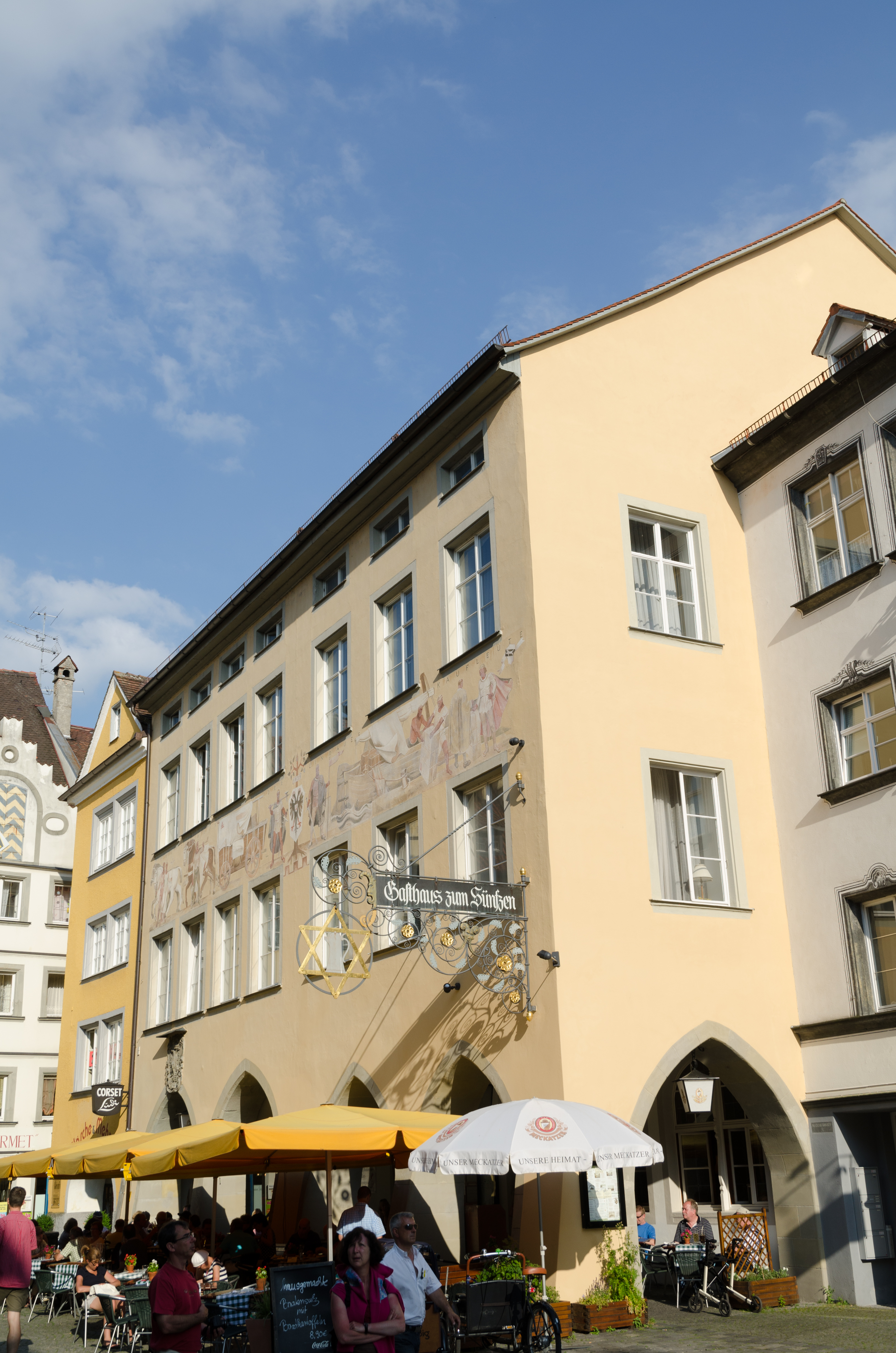
Haus zum Sünfzen, Maximilianstraße 1

Durch die Verfassungsänderungen von 1551 bis 1553 beabsichtigte Karl V. in allen Reichsstädten die Zunftherrschaft, möglichst die Zünfte selbst, zu zerschlagen und die Macht dem Patriziat in die Hand zu geben. Sünfzengenossen waren zu Freundschaft und Vertrauen untereinander und vor allem zu Gehorsam gegenüber Kaiser und Reich verpflichtet.
Die Sünfzengesellschaft zählt 1540–1830 insgesamt 251 männliche Mitglieder. Davon hatten fast die Hälfte einen Ratssitz inne. Weitere 18 waren in Stadtämtern, zum Beispiel Ratskonsulenten, Stadtschreiber, Stadtphysikus, Stadtammann, tätig. Die Herren, die kein Amt trugen, waren entweder ledig oder sie hatten ihren Wohnsitz außerhalb Lindaus, zum Beispiel „auf dem Land“. Söldneroffiziere waren ebenfalls viel auswärts und wurden nie in die Räte gewählt.

## Ständische Vorrechte
Patrizier galten als dem landgesessenen Adel ebenbürtig und wie andere Patriziergesellschaften war der Sünfzen eine geschlossene Gesellschaft, die den Charakter einer sippenverbundenen Geburtsaristokratie hatte. Nur Lindauer Bürger konnten Mitglied des Sünfzen werden und niemand konnte aus eigenem Willen beitreten. Außenstehende wurden, wenn überhaupt, durch Kooptation der vorhandenen Mitglieder aufgenommen. Allerdings war das „Erweibern“ des Sünfzen ausdrücklich erlaubt. Wenn die Tochter eines Sünfzengenossen sich mit Willen ihrer Eltern vermählte, so wurde der Ehemann aufgenommen, „der gleich der Sünfzen sonnst nit fähig wäre“, gegen zwei Gulden bzw. wie ein jüngerer Sohn.
Am bezeichnendsten für das Standesgefühl sind nach wie vor die Titel und Würden der Sünfzenherren. Die Gesellschaft selbst nannte sich im 16. und 17. Jahrhundert „eerliche“ oder „ehrbare“ Gesellschaft, gegen 1700 hin dann aber „adelige“ und sogar „Hoch-Adliche“ Gesellschaft. Gegen 1600 kommt der Titel „Junker“ für die geadelten Mitglieder auf. Bei akademisch gebildeten Adligen tritt aber der Grad „Doktor“ oder „Licentiat“ an die Stelle von Junker. Viele Patrizierfamilien ließen sich vom Kaiser die Adelsqualität durch kaiserliche Adels- oder Wappenbriefe bestätigen, die häufig mit Wappenbesserungen verbunden waren. Andere Familien fügten, um zu demonstrieren, dass sie sich adelig fühlten, ihrem ursprünglichen Familiennamen einen Zusatz mit „von“ und den Namen zugekaufter Landsitze an.
Obwohl die Verleihung des Adels durch den Kaiser den Eintritt in den Sünfzen erleichtern mochte, war er aber nicht Voraussetzung hierfür. Die Mitgliedschaft hob von sich selbst in eine höhere Schicht und deshalb wünschten auch Sünfzenherren eine Bestätigung als Ausweis, wenn sie in andere Städte verreisten. Das Tagebuch von Rudolf von Curtabatt lässt erkennen, dass man nicht nur in den aristokratisch regierten Kantonen Zürich und Bern, sondern auch am Hof des Ludwig XIV. die Patrizier Lindaus als hoffähige Kavaliere ansah und behandelte.

## Sünfzengeschlechte

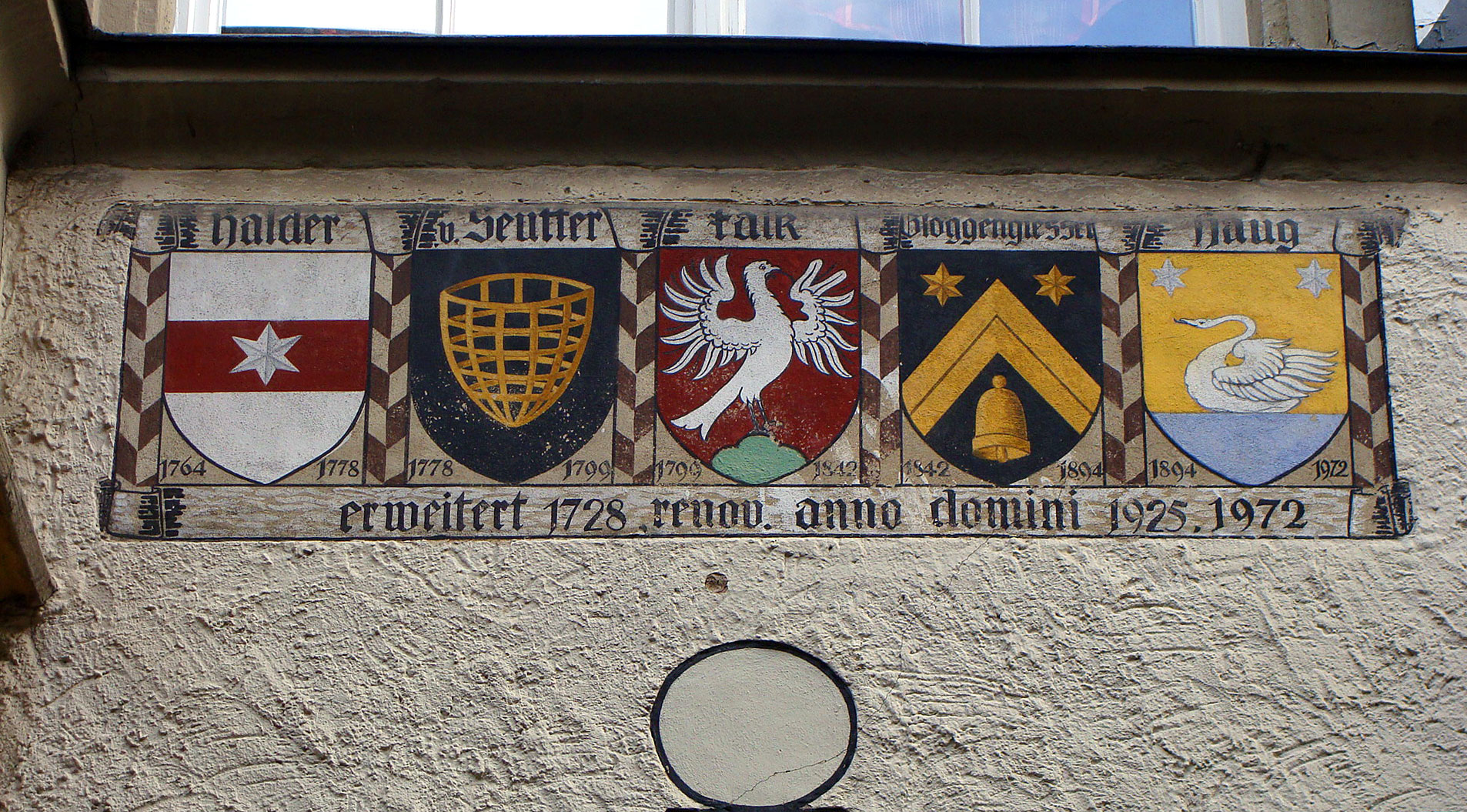
Wappen an einer Lindauer Hausfassade (Januar 2011)

### Bis 1350
Ädellin(t); Birchtil; Blaser; Bombrot; Brender; Ab dem Buhel; Buzebart; Crispus; Elyas; Frey, Frige; Gaizor; Gebtz; Grave; Goldschmid; Guderscher; Herbolder, Ritter; Holle; Kime; Kitzi; Lanze; Lassaur; Milwe; Multer; Necker; Rienolt;  v. Schönstein, Ritter; Sender; Strube; Sunntac; Vögli; Wer(ch)meister; Winmann; Wucherer

### 1350–1540
v. Arbon; v. Ems; v. Engen; Gässler; Helwer v. Veldegg; v. Hochdorf; v. Höchst; v. Lauenberg; v. Lochen; v. Neideck; v. Ostrach; v. Rebstein; v. Ringingen; v. Rötenberg; Schenk v. Landeck; v. Schönau; v. Schönstein; v. Schwarzach; v. Stein; v. Tettikoven; v. Tüffen; Weiler v. Altenburg; v. Wolfurt; Aedillin; Arnolt; v. Ast; Birchtil; Blaser; Bonöll; Brähi; In der Bündt; Burgauer; Bürgi; Bützel; Dietrich; Faber; v. Fladingen; Furtenbach; Gebtz; Gögel; Goldschmid; Grav; Guderscher; Haintzel v. Degelstein; Halder v. Mollenberg; Han; Harzer; Humpiss; Hünlin; Hurlewagen; Kime; v. Kirchen; Kitzi; Kröl v. Luxburg; Ledergerw; Litscher; Maiger; Milwe; Nagel von der alten Schönstein; Necker; Neukomm; Nietstein; Pappus v. Tratzberg; Pfalzer; Pfannder; Pfender; Rappenstein; Rehm; Renner; Rienolt; Schilter; Schneeberg; Schreiber; Schwarz; Siber v. Schonburg; Sinkmoser; Spiser; Steinmair; Stöcklin; Talhofen; Turner; Varnbühler; Wer(ch)meister; Wucherer; Zendring

### 1540–1830

Das Wappen der Kurtz von Senftenau

Andreae; Barbarossa; Bensperg; Betz; Bonöll; Burgauer; Butler v. Solhil; Cramer; Curtabatt; Deller (Teller); v. Eberz; Eckolt (Eggolt); Ehinger v. Baltzheim; Faber; Falck; Fels; Frantz; Frey; Funk v. Senftenau; Furtenbach; Gering; Gloggengiesser; Gullmann; Habisreutinger; Halder v. Mollenberg; Heider v. Gitzenweiler; Haintzel v. Degelstein; Hensler; Hünlin; v. Kirchen; Koch; Kröl v. Luxburg; Kurtz v. Senftenau; Langensee; Mayrhoffer v. freien Thurn; Mennlishoven; Merklin; Miller (Müller); v. Neideck; Neukomm; Pappus v. Tratzberg; von Pfister; Polan (Bolan); Porzelius; Rader; Rangus; Rehm; Rhaw (Rau); Ringelsdörffer; v. Rötenberg; Scheidlin; Schmid; Schmidt; Seutter v. Loetzen; Thoman v. Hagelstein; Varnbühler; Wachter; Weller; Weltz

## Bekannte Sünfzenherren
- Georg Walther von Pfister
- Christoph von Pfister
- Eduard von Pfister
- Rudolf von Curtabatt
- Nikolaus Varnbüler
- Johannes Varnbüler
- Valentin Heider (1605–1664), Rechtsgelehrter, Verhandlungsführer der protestantischen Städte Süddeutschlands beim Westfälischen Frieden, Stifter des Lindauer Kinderfestes
- Daniel Heider
- Jacob Ernst Thomann von Hagelstein
- Jacob Kurz von Senftenau
- Ferdinand Sigismund Kurtz von Senftenau
- Johann Michael (I.) Seutter von Loetzen (1682–1768), oftmals Bürgermeister etc., Erbauer des Cavazzen
- Johann Michael (III.) Seutter von Loetzen (1746–1815), letzter Bürgermeister der freien Reichsstadt und erster der bayerischen Stadt Lindau.

## Das Ende der Sünfzen
Die letzte Sitzung der Sünfzen fand am 30. Dezember 1830 im Hause des letzten Präses Christoph von Pfister (1766–1851) statt. Zacharias Falckh (1766–1837/1839), Johann Michael (IV.) von Seutter (1780–1850) und Z. Porzelius-Fels waren anwesend. Der letzte Eintrag im Protokoll lautet: „Dies ist das Los aller Sterblichen. Möge die gütige Vorsehung die noch lebenden Mitglieder der Gesellschaft noch lang im Genusse guter Gesundheit und alles Wohlergehens erhalten!“
Obwohl sie in der Welt mittlerweile weit zerstreut sind, halten die Mitglieder der Historischen Sünfzengesellschaft noch Kontakt und fühlen sich der Vaterstadt Lindau noch eng verbunden.

## Sünfzen-Gesellschaft e.V. in Lindau

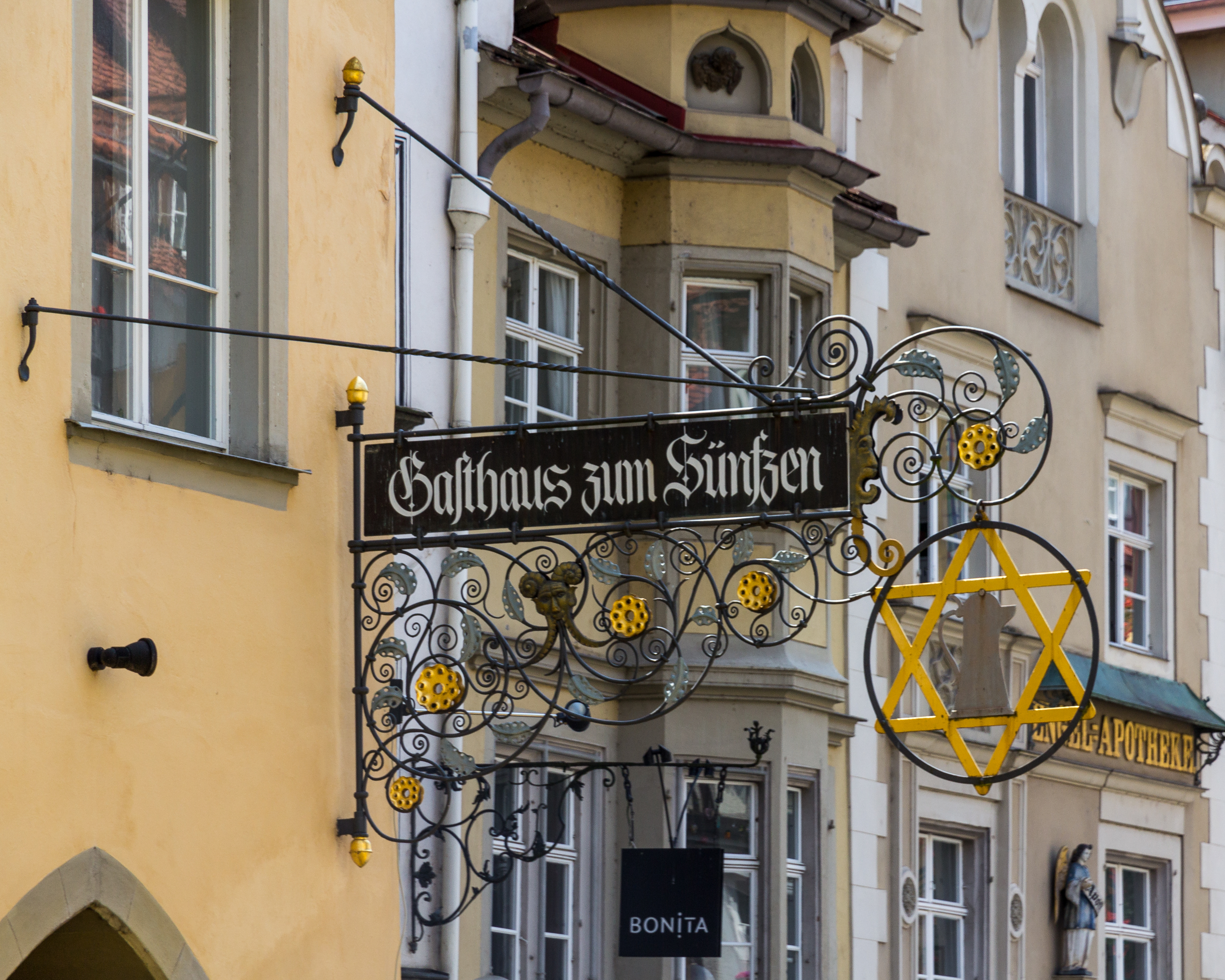
Gasthaus(schild) zum Sünfzen

Der historische Versammlungsort der Gesellschaft war das noch heute existierende Haus Zum Sünfzen in der Maximilianstraße, in dem jetzt ein Gasthaus betrieben wird, das sich um Traditionspflege bemüht. Die historische Patriziergesellschaft ging ab 1815 in der neu gegründeten „Kaufleuteinnung“ auf, die nach einigen Umfirmierungen schließlich 1939 in die Sünfzen-Gesellschaft e.V. in Lindau überführt wurde. Die Forschung über die Gesellschaft Zum Sünfzen wird heute dadurch erschwert, dass die Masse des älteren Archivgutes in den Jahren 1869 und 1880 als Makulatur verkauft und eingestampft wurde.